# Rogue Valley International - Medford Airport
Rogue Valley International - Medford Airport is een openbare luchthaven op ongeveer 6 km ten noorden van Medford in de Amerikaanse staat Oregon. Ze is eigendom van en wordt uitgebaat door Jackson County. Ze is qua aantal passagiers de derde drukste luchthaven in de staat Oregon, na die van Eugene en Portland. In 2012 verwerkte ze 313.638 vertrekkende passagiers.
De luchthaven is geen hub van een luchtvaartmaatschappij. Ze wordt vooral gebruikt door de algemene luchtvaart en luchttaxi's. Geregelde vluchten naar de grotere luchthavens aan de westkust worden uitgevoerd door Allegiant Air, Alaska Airlines (uitgevoerd door Horizon Air), United Express en Delta Connection.

## Geschiedenis
In 1928 zocht de kamer van koophandel van Medford een locatie voor een stedelijk vliegveld. Medford Municipal Airport opende officieel op 4 augustus 1930. De eerste lijndiensten werden uitgevoerd door United Airlines. United Airlines bouwde een eigen terminal op het vliegveld.
In 1940 werd de startbaan verlengd en verbreed in het kader van de nationale defensie. Tijdens de Tweede Wereldoorlog nam het War Department de controle over het vliegveld over. In 1948 kwam het terug in handen van het stadsbestuur van Medford.
In 1952 werd de terminal van United Airlines gekocht en geïntegreerd in een nieuw administratief gebouw.
In 1971 werd het vliegveld eigendom van Jackson County, het werd toen Medford-Jackson County Airport.
In 1995 kreeg de luchthaven internationale status met de invoering van douanefaciliteiten. Daarbij werd de nieuwe naam Rogue Valley International-Medford Airport aangenomen.